# Museu Arqueològic i Paleontològic de Rojals
El Museu Arqueològic i Paleontològic de Rojals (Baix Segura, País Valencià), creat en 1981, té com a objectiu la preservació i coneixement del patrimoni cultural de la zona.
El Museu està situat a l'antiga Casa consistorial, un edifici de dues plantes reformat per al seu ús com a museu, i es divideix en dues grans àrees:
- àrea de paleontologia, que mostra l'evolució paleogeogràfica a través dels testimoniatges d'éssers que van viure a la zona fa milions d'anys;[1]
- àrea d'arqueologia, que facilita la comprensió de l'evolució cultural del poblament que va establir-se a l'entorn de Rojals des de la prehistòria fins a la fundació de Rojals.[1]